# Поріччя (Львівський район)
Порі́ччя (до 1946 року - Поріче Любінське)— село в Україні, у Львівському районі Львівської області. Населення становить 192 особи. Орган місцевого самоврядування — Великолюбінська селищна рада.

## Історія
В дорадянський час село називалося Поріччя Любінське. На 1.03.1943 в селі проживало 580 осіб..
Село, центр сільської ради, розташоване на річці Верещиці, за 15 км від райцентру. Через село проходить залізниця Львів-Самбір.
У документах  село Поріччя згадується в 1497 році.
В поселенні народився:
- Петро Васюник (1911-2005) — фахівець з обробки металів тиском.

## Населення

### Мова
Розподіл населення за рідною мовою за даними перепису 2001 року:
| Мова       | Кількість | Відсоток |
| ---------- | --------- | -------- |
| українська | 192       | 100%     |